# Darqad
Darqad är ett distrikt i Afghanistan. Det ligger i provinsen Takhar, i den nordöstra delen av landet, 300 kilometer norr om huvudstaden Kabul.
Distriktet beräknades år 2022 ha cirka 32 000 invånare.